# 莎拉·史努克
莎拉·露絲·斯努克（英語：Sarah Ruth Snook，1987年12月1日—）是澳洲女演员。她因在电视连续剧《继承之战》（2018年至今）中饰演Shiv Roy一角而为人所知。她曾获得多个奖项，包括金球獎、美國演員工會獎和評論家選擇電視獎（Critics' Choice Television Awards），并获得两项黃金時段艾美獎提名。 
斯努克曾出演《不宜生育》（Not Suitable for Children）（2012）、《最後之時》（These Final Hours）（2013）、《超時空攔截》（2014）、《華麗轉身》（2015）、《史蒂夫·乔布斯》（2015）、《玻璃城堡》（2017）和《女人的碎片》（2020）。她因在《战争姐妹》（Sisters of War）（2010）和《宿命》（Predestination）（2014）中飾演主角而获得两项澳大利亞影視藝術學院獎。